# Harry Bong
Nils Harry Martin Bong,  född den 13 juni 1905 i Kristianstad, död den 18 juli 1987 i Kivik, var en svensk sjömilitär.
Bong blev fänrik vid flottan 1926 och löjtnant 1929. Han genomgick Sjökrigshögskolan 1933. Bong befordrades till kapten 1938, till kommendörkapten av andra graden 1944, av första graden 1949 och till kommendör 1954. Han var chef för Göteborgseskadern 1949–1950, chef för marinstabens utbildningsavdelning 1951–1954, chef för kustflottans första eskader 1954–1955 och chef för Karlskrona örlogsskolor 1955–1965. Bong invaldes som ledamot av Örlogsmannasällskapet 1951. Han blev riddare av Svärdsorden 1946, kommendör av samma orden 1961 och kommendör av första klassen 1964.